# Porro (musique)
Pour les articles homonymes, voir Porro.
Sous-genres
Porro tapao, porro palitiao
Le porro est un rythme musical et un genre de danse de la région Caraïbe colombienne, traditionnel dans les départements de Córdoba, Sucre et Bolívar. Il a un rythme vif et festif, adapté à la danse en couple. Il est joué en signature temporelle 
 ou, comme il est populairement connu en Amérique, compás partido. Il s'agit d'un genre musical issu de fête populaire qui est généralement joué par des groupes connus en Colombie sous le nom de pelayeras ou papayeras, également appelés Bandas de Músicos.

## Histoire
Par le passé, il s'agissait d'une danse libre, qui a évolué vers une danse de salon, une danse de couple. Il n'y a pas de chorégraphie définie, les mouvements circulaires se répètent. Le genre est orchestré et est devenu un rythme populaire sur la côte nord et dans l'intérieur du pays, notamment à Medellín, où les habitants des bidonvilles lui ont donné leur propre style, avec des mouvements corporels fortement influencés par les rythmes antillais de l'époque.
Les deux types de groupes qui la jouent prévalent (bandas et orquestas). La plupart des groupes sont situés dans la région Caraïbe, bien qu'il existe également des groupes provenant d'autres régions de Colombie et même d'autres pays. Parmi les groupes les plus populaires, on trouve le 19 de Marzo de Laguneta dirigé par Miguel Emiro Naranjo qui a présenté ce type de folklore colombien dans de grands auditoriums de pays européens, ainsi que la formation de plus de 300 jeunes et est le père de 12 groupes folkloriques.